# Холязников Антон Володимирович
Анто́н Володи́мирович Холя́зников (нар. 10 грудня 1986, Джанкой) — заслужений майстер спорту України з академічного веслування.

## З життєпису
Закінчив Національний університет кораблебудування імені адмірала Макарова.
Тренувався у Віталія Раєвського.
Представляє спортивний клуб «Динамо», Миколаївська область; тренери — Потабенко Віктор Васильович, Пришутов Павло Михайлович, Безсонова Раїса Василівна.
Виступи:
- Чемпіонат Європи-2009 — С-8 — друге місце.
- Чемпіонат Європи-2010, С-8 — третє місце.
- Чемпіонат світу-2011 — С-8 — сьоме місце.
- Кубок світу-2011 — С-8 — 5 місце.
- Чемпіонат Європи-2011, С-8, третє місце.
- Кубок світу — 2012 — С-8 — 5 місце;
- Брав участь в Олімпіаді-2012.
- 7 липня 2013, Універсіада в Казані — чоловіки, двійка-парна без керманича — срібна медаль: Антон Холязников та Віктор Гребенніков.
- 18-ти разовий Чемпіон України;

## Державні нагороди
- Орден Данила Галицького (25 липня 2013) — за досягнення високих спортивних результатів на XXVII Всесвітній літній Універсіаді в Казані, виявлені самовідданість та волю до перемоги, піднесення міжнародного авторитету України[2]